# Prumnopitys ferruginea
Prumnopitys ferruginea (G.Benn. ex D.Don) de Laub. – gatunek drzewa z rodziny zastrzalinowatych (Podocarpaceae Endl.). Występuje endemicznie w Nowej Zelandii.

## Rozmieszczenie geograficzne
Rośnie naturalnie na wyspach Północnej, Południowej oraz Stewart.

## Biologia i ekologia
Naturalnymi siedliskami są lasy nizinne. Rośnie na wysokości do 1000 m n.p.m. Dzieli siedliska z takimi gatunkami jak zastrzalin totara (Podocarpus totara), Dacrycarpus dacrydioides, Dacrydium cupressinum, Manoao colensoi czy Prumnopitys taxifolia. W lasach na Wyspie Północnej współwystępuje także z agatisem nowozelandzkim. Na wyspie Stewart w podszyciu jednogatunkowego drzewostanu z P. ferruginea występuje Pseudopanax crassifolius.
P. ferruginea jest gatunkiem powoli rosnącym. Szybszy wzrost następuje jedynie w początkowej fazie życia.

## Ochrona
W Czerwonej księdze gatunków zagrożonych został zaliczony do kategorii LC (least concern) – gatunków najmniejszej troski. Został przypisany do tej kategorii, ponieważ jest dość powszechny, a jego populacja zdołała się zregenerować z niskiego jej poziomu zanotowanego kilkadziesiąt lat temu.
Obecnie gatunek jest bardziej powszechny na Wyspie Północnej niż na Południowej. W wyniku użytkowania gruntów przez człowieka doszło do fragmentacji jego populacji.